# Hiszpania na Letniej Uniwersjadzie 2007
Hiszpanię na Letniej Uniwersjadzie w Bangkoku reprezentowało  zawodników. Hiszpanie zdobyli 6 medali (4 srebrne i 2 brązowe)

## Medale

### Srebro
- Sugoi Uriarte - judo, kategoria poniżej 66 kg
- Yahaira Aguirre - judo, kategoria poniżej 57 kg
- Alvaro Rodriguez - lekkoatletyka, 1500 metrów
- Leire Herboso - taekwondo, kategoria powyżej 72 kg

### Brąz
- Aritz Ichisoa - taekwondo, kategoria poniżej 72 kg
- Elaia Torrontegui - taekwondo, kategoria poniżej 47 kg